# Schmidtor

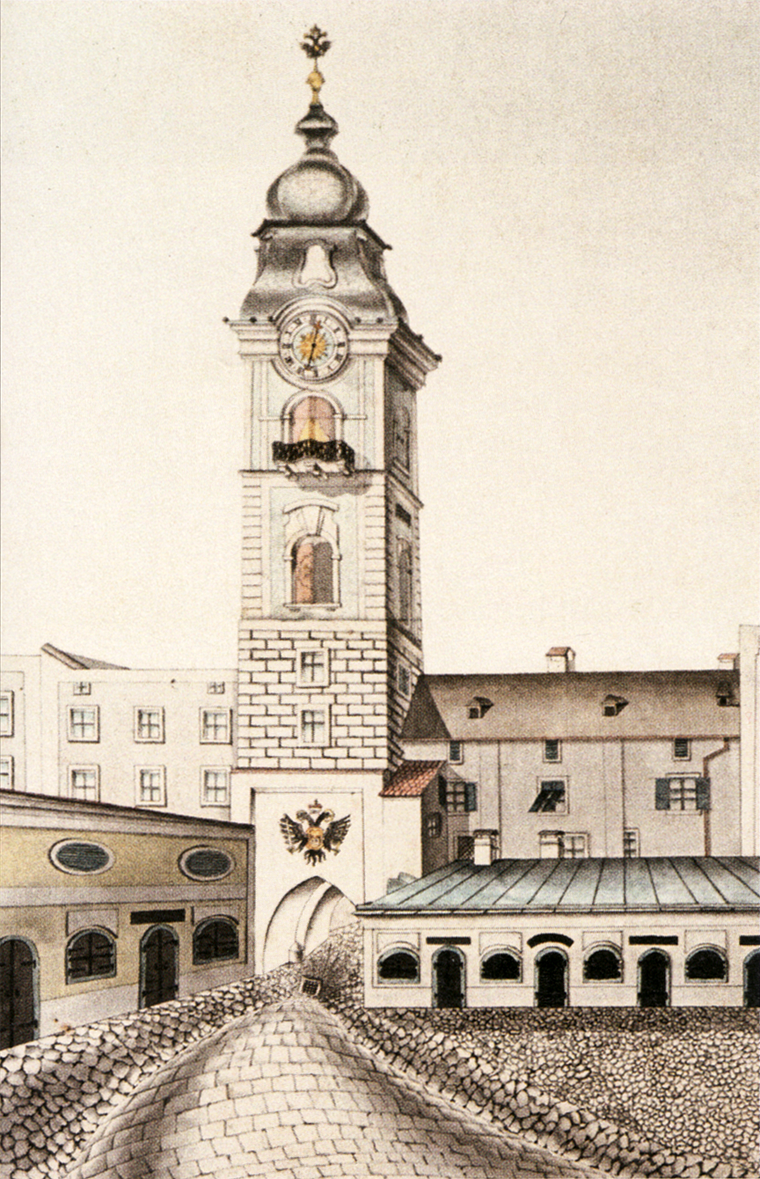
Der Schmidtorturm vor seinem Abbruch 1828

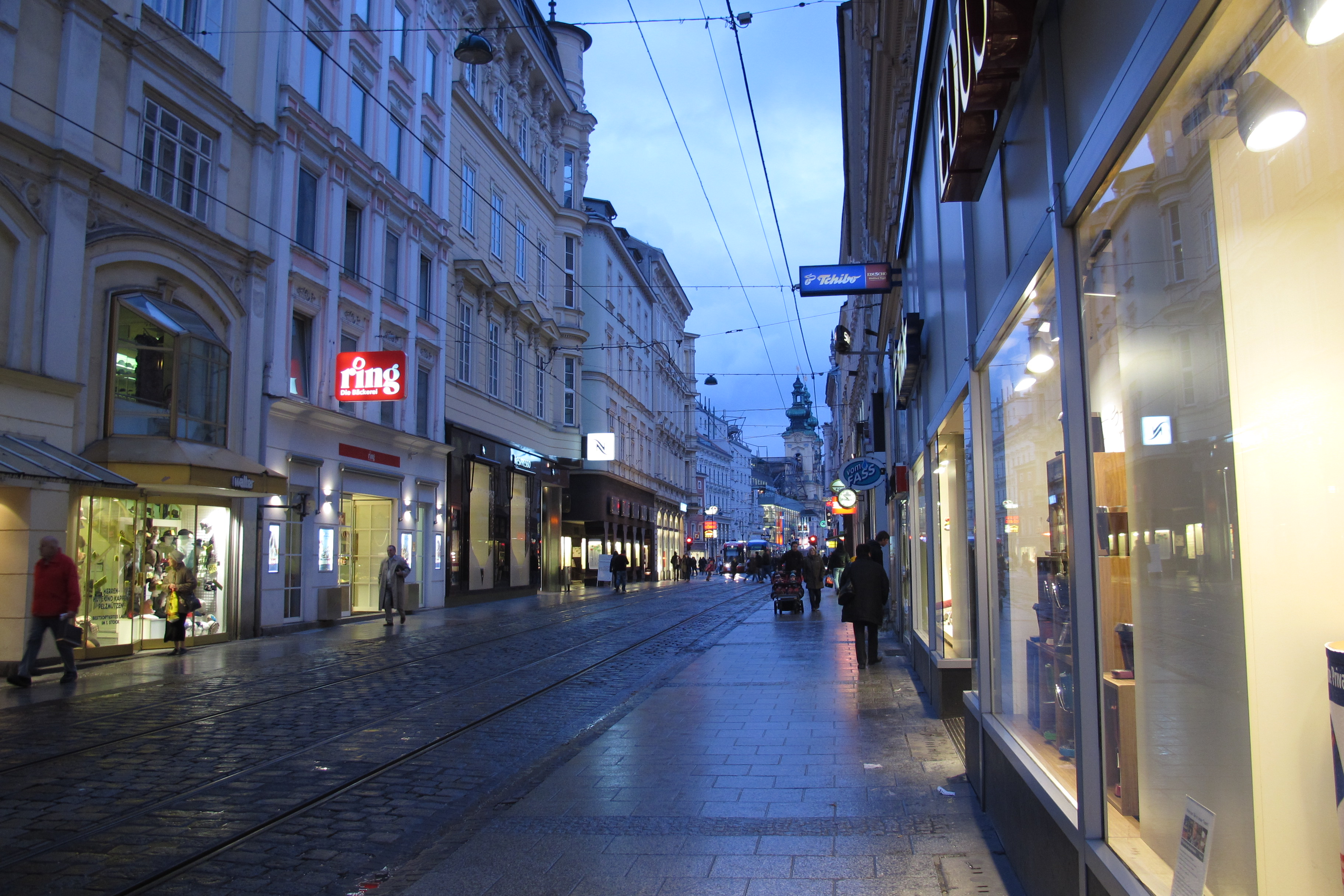
Die Schmidtorstraße 2012

Das Schmidtor, auch Schmiedtor, war eines der ehemaligen mittelalterlichen Stadttore der Stadt Linz. Es befand sich südlich des Hauptplatzes, hin zum Taubenmarkt und der Landstraße, und hatte einen markanten Turm, den Schmidtorturm, der 1828 abgebrochen wurde. Außerdem wird die Schmidtorstraße, die den Hauptplatz mit dem Taubenmarkt und der Landstraße verbindet, als Schmidtor bezeichnet.

## Geschichte
Aufgrund der Bedeutung der Nord-Süd-Achse in Linz, war das Schmidtor mit dem Schmidtorturm auch das am auffälligsten gestaltete Stadttor. Der Turm wurde vermutlich 1445 errichtet. Bereits in Linzer Jahrmarktrechnungen von 1496–1500 gibt es Belege, dass dieses Tor als Schmidthor bezeichnet wurde, was von der vor dem Tor befindlichen Stadtschmiede herrührt. Vereinzelt wurde es auch als Welsertor und Oberes Stadttor bezeichnet.
Nach dem Linzer Stadtbrand vom 15. August 1800, bei dem zahlreiche Häuser zerstört wurden, fasste man den Entschluss, die mittelalterliche Stadtbefestigung zu schleifen.
Da das Schmidtor allmählich als Verkehrshindernis empfunden wurde, wurde es am 25. Juni 1828 schließlich abgebrochen. Turmuhr und Glocke gingen an den Markt Schörfling am Attersee. In den Folgejahren wurde die Schmidtorstraße als Verbindung von Hauptplatz und Landstraße angelegt.

## Schmidtorstraße
Mitte des 19. Jahrhunderts wurde erwogen, die Schmidtorgasse durch Abbruch der Häuser zwischen ihr und der östlich gelegenen Domgasse zu verbreitern, was allerdings nicht realisiert wurde. Stattdessen wurde 1860/61 die Schmidtorstraße durch Abriss einiger Häuser als Durchbruch zum Taubenmarkt in der heutigen Form angelegt.
Seit Errichtung der Straßenbahn Linz verkehrt diese durch die Schmidtorstraße. In den 1970er Jahren wurde das Schmidtor gleichzeitig mit der Landstraße zur Fußgängerzone umgestaltet.
Parallel zur Schmidtorstraße verläuft der sogenannte Basar, ein Durchgang vom Hauptplatz zur Promenade beim Café Traxlmayr, von diesem außerdem ein Verbindungsgang zur Schmidtorstraße gegenüber der Annagasse besteht.